# Apseudes holthuisi
Apseudes holthuisi is een naaldkreeftjessoort uit de familie van de Apseudidae. De wetenschappelijke naam van de soort is voor het eerst geldig gepubliceerd in 1962 door Bacescu.